# Erwin Gillmeister
Erwin Gillmeister (ur. 11 lipca 1907 w Toruniu, zm. 26 listopada 1993 w Monachium) – niemiecki lekkoatleta sprinter, medalista olimpijski i mistrz Europy.
Na mistrzostwach Europy w 1934 w Turynie został mistrzem Europy w biegu sztafetowym 4 × 100 metrów (skład niemieckiej sztafety: Egon Schein, Gillmeister, Gerd Hornberger i Erich Borchmeyer).
Na igrzyskach olimpijskich w 1936 w Berlinie zdobył brązowy medal w sztafecie 4 × 100 m (w składzie: Wilhelm Leichum, Borchmeyer, Gillmeister i Hornberger).
Był wicemistrzem Niemiec na 200 metrów w 1936.

## Rekord życiowy
- 100 m – 10,5 s. (1934)[1]